# Episodi di Law & Order - Unità vittime speciali (nona stagione)

Il cast principale durante la nona stagione:
Diane Neal (Casey Novak), B. D. Wong (Dott. George Huang), Tamara Tunie (Melinda Warner), Christopher Meloni (Det. Elliot Stabler), Dann Florek (Cap. Donald Cragen), Mariska Hargitay (Det. Olivia Benson), Ice-T (Det. Odafin Tutuola), Richard Belzer (Det. John Munch) e Adam Beach (Chester Lake).

La nona stagione della serie televisiva Law & Order - Unità vittime speciali, composta da 19 episodi, è stata trasmessa in prima visione negli Stati Uniti dalla NBC dal 25 settembre 2007 al 13 maggio 2008.
In Italia è stata trasmessa in prima visione da Joi dal 25 novembre 2008 al 3 febbraio 2009. In chiaro è stata trasmessa in prima visione da Rete 4: i primi due episodi nel maggio 2009 e il resto della stagione dal 26 febbraio 2010.
| nº | Titolo originale | Titolo italiano         | Prima TV USA      | Prima TV Italia  |
| -- | ---------------- | ----------------------- | ----------------- | ---------------- |
| 1  | Alternate        | Personalità multipla    | 25 settembre 2007 | 25 novembre 2008 |
| 2  | Avatar           | Avatar                  | 2 ottobre 2007    | 2 dicembre 2008  |
| 3  | Impulsive        | Inconfessabili pulsioni | 9 ottobre 2007    | 2 dicembre 2008  |
| 4  | Savant           | L'unico testimone       | 16 ottobre 2007   | 9 dicembre 2008  |
| 5  | Harm             | Ferite                  | 23 ottobre 2007   | 9 dicembre 2008  |
| 6  | Svengali         | Il culto della morte    | 6 novembre 2007   | 16 dicembre 2008 |
| 7  | Blinded          | Accecato                | 13 novembre 2007  | 16 dicembre 2008 |
| 8  | Fight            | La lotta                | 20 novembre 2007  | 23 dicembre 2008 |
| 9  | Paternity        | La paternità            | 27 novembre 2007  | 23 dicembre 2008 |
| 10 | Snitch           | Il testimone            | 4 dicembre 2007   | 30 dicembre 2008 |
| 11 | Streetwise       | Vita di strada          | 1º gennaio 2008   | 30 dicembre 2008 |
| 12 | Signature        | La vendetta             | 8 gennaio 2008    | 6 gennaio 2009   |
| 13 | Unorthodox       | Fuori dalla norma       | 15 gennaio 2008   | 13 gennaio 2009  |
| 14 | Inconceivable    | Gli embrioni            | 22 gennaio 2008   | 13 gennaio 2009  |
| 15 | Undercover       | Sotto copertura         | 15 aprile 2008    | 20 gennaio 2009  |
| 16 | Closet           | Il segreto              | 22 aprile 2008    | 20 gennaio 2009  |
| 17 | Authority        | Autorità                | 29 aprile 2008    | 27 gennaio 2009  |
| 18 | Trade            | Commercio               | 6 maggio 2008     | 27 gennaio 2009  |
| 19 | Cold             | Il freddo               | 13 maggio 2008    | 3 febbraio 2009  |

## Personalità multipla
- Titolo originale: Alternate
- Diretto da: David Platt
- Scritto da: Dawn DeNoon e Neal Baer

### Trama
In seguito a quanto successo durante il processo di Darius Parker, il Capitano Cragen viene temporaneamente rimosso dal comando e l'Unità vittime speciali resta sotto il comando del membro più anziano, il detective Munch. Una psichiatra entra al distretto e denuncia un abuso, ma quando la squadra si reca nella casa segnalata scopre che la donna denunciata è la stessa da loro vista al comando. Si tratta infatti di una squilibrata di nome Janis Donovan con cinque personalità diverse, che ora è sospettata di aver fatto realmente del male a sua figlia April. L'indagine incontra la resistenza iniziale del dottor Carlisle, il suo reale psichiatra. Quando Cass, la sorella della donna, e vera madre della bambina, viene rilasciata dal carcere, i loro genitori vengono trovati assassinati il giorno successivo e loro due diventano le principali sospettate.
- Special Guest Star: Cynthia Nixon (Janis Donovan), Bronson Pinchot (dottor Henry Carlisle), Laura Allen (Cass Magnall).
- Curiosità: per questo episodio la Nixon vince un Premio Emmy.

## Avatar
- Titolo originale: Avatar
- Diretto da: Peter Leto
- Scritto da: Paul Grellong

### Trama
Una ragazza di nome Rachel che gioca ai giochi del mondo virtuale scompare. Si scopre che Dan, il suo fidanzato nonché uno dei sospetti del caso, soffre di sexsomnia, patologia che lo ha costretto a tentare di violentare Kristi, la sorella di Rachel. Nel tentativo di localizzare la ragazza, i detective Benson e Stabler usano il suo avatar per rintracciare il suo rapitore, scoprendo che si chiama Julian Cooper.
- Special Guest Star: Kevin Tighe (Julian Cooper), Christina Brucato (Rachel McGarrett), Ryan Lynn (Dan Friedich), Lisa Joyce (Kristi McGarrett).

## Inconfessabili pulsioni
- Titolo originale: Impulsive
- Diretto da: David Platt
- Scritto da: Jonathan Greene

### Trama
Un caso di stupro contro un'insegnante di liceo è archiviato dopo che la gonorrea viene scoperta in uno dei suoi studenti. L'insegnante viene accusata di essere una pedofila e di aver stuprato uno dei suoi ragazzi tuttavia la donna dichiara che è stato il ragazzo che l'ha violentata. Poco dopo la donna cerca segretamente di abortire, facendo arrabbiare suo marito che non era a conoscenza dell'accaduto e che desiderava avere un figlio e quando lo scopre tenta di assalire la moglie venendo trattenuto a malapena da Elliot che lo riesce a stento a calmare e successivamente la accusano di aver distrutto le prove. Tuttavia, dopo aver osservato più da vicino lo studente capiscono che la donna non è una pedofila e che è stata realmente stuprata dal suo allievo, l'Unità vittime speciali si rende conto di avere a che fare con un sesso-dipendente che va a prostitute, fotografa donne poco vestite e si masturba spesso e volentieri. Il ragazzo a causa di questa dipendenza non è in grado di controllarsi e la dipendenza dal sesso è come una droga di cui non riesce a fare a meno e il ragazzo si rende conto durante il processo di aver compiuto un'azione terribile e che prova un sincero rimorso perchè non avrebbe mai violentato la sua professoressa se non fosse stato sopraffatto dalla sua dipendenza di cui non aveva alcun controllo. La donna rendendosi conto che il ragazzo ha un serio bisogno di aiuto e che non è colpa sua se è affetto da un disturbo di cui non ha alcun controllo chiede a Casey di aiutarlo e di non farlo finire in prigione e schedarlo come criminale sessuale. Casey offre al ragazzo che sta prendendo farmaci per tenere sotto controllo la sua dipendenza un'alternativa invece di scontare la pena massima passerà i successivi 18 mesi in una clinica che aiuta i ragazzi affetti come lui da tali disturbi e se completa la cura il reato verrà successivamente cancellato ma qualora venga meno al patto e ricada nuovamente nei precedenti errori finirà in prigione col massimo della pena. Il ragazzo profondamente pentito per quanto ha fatto promette di rispettare l'accordo. Quella sera Casey riceva una telefonata e scopre con orrore che il ragazzo è stato brutalmente picchiato e stuprato da un pedofilo che si era infiltrato nella clinica e che da tempo violenta i ragazzi all'interno della struttura e che il personale era colluso e che non ha fatto nulla per impedire che accadesse. Il pedofilo viene arrestato insieme al personale e la clinica chiusa e i ragazzi trasferiti in strutture più sicure. Casey visto l'accaduto permette al ragazzo di proseguire la terapia ai domiciliari ricordandogli che qualora infranga il patto finirà in galera e il ragazzo promette di non venire meno alla promessa fatta.
- Special Guest Stars: Melissa Joan Hart (Sarah Trent), Kyle Gallner (Shane Mills), Quincy Dunn-Baker (Jimmy Trent).

## L'unico testimone
- Titolo originale: Savant
- Diretto da: Judith McCreary
- Scritto da: Kate Woods

### Trama
Un uomo si trova in un taxi e fa diversi giri dell'isolato, indugiando per ritardare l'arrivo a casa, a sua detta per non litigare con la moglie, ma all'improvviso vede la figlia Katie per strada sporca di sangue e in preda al panico. La bambina, che si scoprirà soffrire della Sindrome di savant, è l'unica testimone di uno stupro, quello della madre. All'interno della squadra solo la detective Olivia Benson e il detective Elliot Stabler le credono. L'intervento improvviso dell'FBI complica parecchio le cose. Il signor Nicholson è infatti un ingegnere biochimico che sta lavorando sotto copertura per i federali in una importante operazione segreta anti terrorismo.
- Special Guest Star: Paulina Gerzon (Katie Nicholson).
- Curiosità: nella traduzione italiana si fa riferimento alla Sindrome di Williams, piuttosto che a quella di savant.

## Ferite
- Titolo originale: Harm
- Diretto da: Peter Leto
- Scritto da: Josh Singer

### Trama
Gli investigatori indagano sull'omicidio di Kaith Sains, un'insegnante di scuola privata che si era offerta volontaria nel centro di riabilitazione di una vittima. L'autopsia evidenzia la presenza di leishmaniosi, malattia diffusa in Medio Oriente. L'insegnante aveva lavorato con Haroun Abbas, un iracheno la cui storia ha contribuito a svelare alcuni segreti militari. L'indagine conduce alla dottoressa Faith Sutton, che lavora per appaltatori militari privati concentrandosi sulle tecniche di interrogatorio. Melinda Warner cerca di far revocare la sua licenza medica per violazione del giuramento di Ippocrate.
- Special Guest Star: Elizabeth McGovern (dottoressa Faith Sutton), Jarreth J. Merz (Haroun Abbas), Steven Weber (avvocato Matthew Braden).

## Il culto della morte
- Titolo originale: Svengali
- Diretto da: David Platt
- Scritto da: Kam Miller

### Trama
Una terribile scena di omicidio sul fondo di un ascensore conduce i detective dell'Unità Vittime Speciali a Robert Morten, un serial killer carismatico e condannato all'ergastolo, al centro di un vero e proprio culto da parte dei suoi fan. La vittima è Tina Snow, una delle ragazze che lo seguono. Per risolvere il caso dovranno mediare con lui e con i suoi sostenitori, anche quando l'artefice dei delitti sembra chiaro. Morten si ritiene un artista dell'omicidio, e come tale viene letteralmente venerato dal gruppo di fanatici, che farebbero di tutto pur di compiacerlo ed essere degni di lui.
- Curiosità: Il titolo originale dell'episodio fa riferimento alla difesa Svengali, una tattica di difesa diffusa tra gli avvocati difensori.

- Guest star: Jared Harris (Robert Morten), Shannon Marie Woodward (Cecilia Strayer), Samantha Jacobs (Tina Snow).

## Accecato
- Titolo originale: Blinded
- Diretto da: David Platt
- Scritto da: Jonathan Greene

### Trama
Una giovane ragazza viene ritrovata viva a stento nel bagagliaio di una macchina presa a noleggio e successivamente rubata. I sospetti cadono sull'ultimo noleggiatore del veicolo, Saul Picard della Louisiana, ma il suo alibi è solido. I detective dovranno ricredersi quando il laboratorio li aggiorna su alcuni pollini ritrovati nell'automobile. Un disegno trovato a casa dell'uomo si rivela inoltre identico alla copertina di un libro per bambini, che nel retro ha proprio la foto dell'uomo, autore del volume, con un nome d'arte diverso. Si scatena una caccia all'uomo nella quale il detective Elliot Stabler subisce un colpo alla testa che lo rende temporaneamente cieco. Nel caso interviene l'FBI e si scoprirà che la vita di Picard ha più sfaccettature del previsto. Il fatto che abbia problemi psichiatrici potrebbe essere un deterrente alla sua estradizione in Louisiana, dove rischierebbe la pena di morte.
- Guest star: Arye Gross (Saul Picard), Isabel Gillies (Kathy Stabler), Sam Waterston (Procuratore Distrettuale Jack McCoy), John Cullum (Avvocato Barry Moredock).

## La lotta
- Titolo originale: Fight
- Diretto da: Juan José Campanella
- Scritto da: Mick Betancourt

### Trama
Una ragazza di nome Julie Donovan viene ritrovata da due bambini mentre giocano in un parco, massacrata in maniera pesante e con le labbra recise di netto. Le indagini portano nel mondo delle palestre di arti marziali, che Chester Lake conosce bene, avendo combattuto come semi professionista per due anni. La fidanzata di uno dei primi sospettati, Mike Kona, pare nascondere qualcosa per proteggerlo, ma fornisce allo stesso tempo un filmato contenuto in una telecamera nascosta. Due fratelli problematici, figli di Janelle Odami, una anziana prostituta delle case popolari, sono in seguito collegati all'indagine per omicidio. Jadon, uno di loro, subito dopo si costituisce al distretto. Tuttavia, il detective Lake sospetta che stiano cercando di rimettere insieme le loro vite, e che siano vittime di una trappola da parte di un capo banda.
- Guest star: Forrest Griffin (Mike Kona), Gaius Charles (Jadon Odami), Adina Porter (Janelle Odami), Whitney Vance (Julie Donovan).
- Curiosità: Forrest Griffin è realmente un celebre atleta statunitense di arti marziali appartenente alla UFC.

## La paternità
- Titolo originale: Paternity
- Diretto da: Kate Woods
- Scritto da: Amanda Green

### Trama
L'omicidio della tata del giovane Tommy porta i detective Benson e Stabler a sospettare dell'interesse amoroso della vittima su Internet, "Casanova" alias Raphael Gardner. La ragazza, di nome Jodie Simmons, proveniva dallo stato dello Utah e apparentemente era molto religiosa, ma in realtà aveva una doppia vita nascosta che in pochi conoscevano. Tuttavia, i datori di lavoro della tata si ritrovano presto nei guai, quando il padre scopre che Tommy non è suo figlio biologico, la moglie infatti lo tradisce da anni. La famiglia di Stabler intanto subisce una tragedia che mette in grave pericolo il nascituro, dopo che Benson e Kathy sono rimaste ferite in un incidente d'auto.
- Guest star: Thomas Langston (Tommy Keegan), Steven Bauer (Raphael Gardner), Mark Valley (Jake Keegan), Anastasia Griffith (Leah Keegan), Isabel Gillies (Kathy Stabler), Hisham Tawfiq (vigile del fuoco Vestry).

## Il testimone
- Titolo originale: Snitch
- Diretto da: Jonathan Kaplan
- Scritto da: Mark Hoffman

### Trama
Un gruppo di ecologisti pulendo il fiume Hudson fa una macabra scoperta: il ritrovamento del corpo di una giovane ragazza di origini nigeriane. I detective Benson e Stabler vengono chiamati a indagare e portano alla luce un giro di infibulazione illegale su adolescenti provenienti dalla Nigeria. Successive indagini sui componenti della famiglia della vittima fanno scoprire che uno di questi, Chuckwei Bothame, pratica la poligamia ed è già coinvolto come unico testimone oculare in un processo contro un importante criminale, Dennis King. Quest'ultimo si fa trovare al cimitero dove si svolge il funerale per spaventarlo, violando però un'ordinanza restrittiva. La famiglia entra in un giro di protezione testimoni speciali. 
- Guest star: Hakeem Kae-Kazim (Chuckwei Bothame), Method Man (Dennis King), Tracy Middendorf (Sarah Flint), Muna Otaru (Almani Bothame), Steven Weber (Avvocato Matthew Braden), Gloria Reuben (Assistente Procuratore Christine Danielson).

## Vita di strada
- Titolo originale: Streetwise
- Diretto da: Helen Shaver
- Scritto da: Paul Grellong

### Trama
I detective Stabler e Benson vengono chiamati quando viene uccisa una donna a Central Park. Chiedendosi il motivo per il quale sono stati contattati loro e non l'FBI, scoprono che la vittima era anche stata violentata. La ragazza risulta già schedata negli archivi della NYPD, per guida in stato di ebrezza, e si chiama Shelly Crawford. Grazie a questo è possibile far partire una indagine per scoprire cosa sia successo.
- Guest star: Emily Meade (Anna), Mae Margaret Whitman (Helen Braidwell/Cassidy Cornell).

## La vendetta
- Titolo originale: Signature
- Diretto da: Arthur W. Forney
- Scritto da: Judith McCreary

### Trama
Il corpo di una donna viene ritrovato assassinato in un parco insieme a un uomo con una pallottola in testa: Benson e l'Agente Speciale Lauren Cooper dell'FBI uniscono le forze e sospettano de ''l'uomo dei boschi", un serial killer che Cooper ha cercato di catturare per anni, autore di oltre 20 omicidi. Lake e Benson iniziano a mettere in discussione le vere motivazioni di Cooper quando la vittima maschio viene successivamente identificata proprio come "l'uomo dei boschi". Nel frattempo viene salvata l'ultima vittima, ancora legata al tavolo delle torture, ma muore una volta ricoverata in ospedale, portando il numero delle donne morte a 24.
- Guest star: Erika Jane Christensen (Agente Speciale Lauren Cooper), John Schuck (Supervisore Capo Muldrew).

## Fuori dalla norma
- Titolo originale: Unorthodox
- Diretto da: David Platt
- Scritto da: Josh Singer

### Trama
Un bambino di dieci anni durante una ispezione scolastica tira fuori dai pantaloni una calcolatrice insanguinata, e il personale della scuola intuisce dalla enorme macchia di sangue nei suoi pantaloni che è stato violentato. Inizialmente i sospetti portano alla comunità ebraica newyorkese, a cui il bambino appartiene, ed in particolare ad un rabbino che potrebbe essere quello che ha abusato di lui. Il detective Munch, di origini ebraiche, si sente molto vicino al caso ed aiuta la squadra nell'ispezione di un quartiere ebraico storico dove si trova il rabbino, che però assicura di essere innocente. Dalle indagini, i detective scopriranno che non è un caso di pedofilia, ma invece delle prepotenze sessuali di un bambino bullo. Il tecnico forense Ryan O'Halloran fa infatti una scoperta sorprendente, con un pelo pubico ritrovato sulla vittima che appartiene ad un teenager, e non ad un adulto. Vengono presto alla luce altri casi di bambini maschi e bambine femmine violentati dall'adolescente. Il ragazzo ha dei seri problemi psicologici, ed agisce secondo quanto compreso dalla visione di alcuni film pornografici e programmi TV dallo sfondo erotico. L'avvocatessa della difesa cerca di imputare la responsabilità all'eccesso di contenuti sessuali da parte dei media generalisti, musica compresa.
- Guest star: Mike Doyle (Tecnico forense Ryan O'Halloran), Cara Buono (Rachel Zelinsky), Rhea Perlman (Avvocatessa Roxana Fox), Bob Dishy (Rabbi Iscowitz), Alexander Gould (Jack Tremblay).

## Gli embrioni
- Titolo originale: Inconceivable
- Diretto da: Chris Zalla
- Scritto da: Dawn DeNoon

### Trama
La rapina di embrioni fecondati da una banca del seme richiede a Benson e Stabler di rintracciare la ladra, una misteriosa ragazza che si è impadronita di un contenitore che può sopravvivere per soli altri tre giorni. Il caso viene affidato alla squadra perché si tratta, legalmente, di potenziali bambini rapiti. Gli indizi del video di sicurezza della clinica li portano a un lungo elenco di sospetti tra cui una madre divorziata, un ex marito arrabbiato, due estremisti affamati di pubblicità ed una coppia che ha venduto l'embrione di una bambina malata con modifiche genetiche. Gli investigatori corrono contro il tempo per trovare gli embrioni scomparsi, ma quello non è l'unico orologio che ticchetta: Olivia Benson considera la propria fertilità e la possibilità di diventare madre.
- Guest star: Mark Moses (James Grall), James Waterston (Sig. Harvey), John Schuck (Supervisore Capo Muldrew).

## Sotto copertura
- Titolo originale: Undercover
- Diretto da: David Platt
- Scritto da: Mark Goffman

### Trama
Una ragazza di colore di nome Ashley Tyler viene ritrovata dopo una aggressione e violentata in un parco, accanto a lei si trova un uomo con in mano un machete, che si scoprirà essere estraneo però al fatto. La vittima è parecchio restia a parlare, e le prime indagini portano ad uno zio che ne chiede la custodia, perché la madre è carcerata, ma in seguito anche lui risulta innocente per l'aggressione. La situazione è più complessa, ed esce fuori una serie di ben 42 denunce di stupro da parte delle detenute del braccio femminile del carcere, di cui solo due sono finite davvero davanti al giudice. Stabler si reca al carcere per parlare con la madre, facendo finta di essere un avvocato, ma viene scoperto e le guardie uccidono la detenuta, simulando il suicidio. La detective Olivia Benson decide quindi di andare sotto copertura in prigione quando la figlia della detenuta denuncia anche lei uno stupro da parte di una guardia del correzionale. La detective si trova sola nell'istituto, alla merce dei violentatori, con il solo aiuto di Tutuola che finge di essere una guardia per sorvegliare la situazione. Una improvvisa epidemia di tubercolosi, una malattia venerea, provocata proprio dalle violenze delle guardie, che ha colpito anche Ashley Tyler, complica ulteriormente la situazione.
- Guest star: Johnny Messner (Lowell Harris), Shareeka Epps (Ashley Tyler), Todd Stashwick (Matthew Parker), LaChanze (Amber), Hassan Johnson (Rick Tyler).
- Nota: l'attore Todd Stashwick torna a recitare dieci anni dopo nel franchise, aveva infatti debuttato in un episodio della serie madre Law & Order: i due volti della giustizia nel 1998, con un ruolo che rappresenta anche il suo debutto assoluto nella recitazione.
- Nota: c'è una piccola incongruenza nella traduzione italiana, all'inizio dell'episodio Stabler riprende un poliziotto per aver detto "arma del delitto" in riguardo al machete, poiché non c'è stato alcun delitto e la vittima è ancora viva. Poco dopo, però, lo stesso Stabler, parlando al distretto si riferisce al luogo dell'aggressione come "scena del delitto". In lingua originale il luogo viene definito "crime scene" ovvero semplicemente "scena del crimine".

## Il segreto
- Titolo originale: Closet
- Diretto da: Peter Leto
- Scritto da: Ken Storer

### Trama
Dopo che il banchiere Jeremy Haynes viene trovato morto, i sospetti si rivolgono al suo amante Lincoln Haver, un giocatore di football professionista, fidanzato con una attrice, che potrebbe perdere tutto se la verità sulla sua sessualità diventasse pubblica. Quando viene fuori la notizia dell'orientamento sessuale di Haver, Benson viene criticata per la sua relazione con un giornalista ed tenente Tucker degli Affari Interni decide di prendere provvedimenti disciplinari. Intanto il Dottor Wong, facendo esami neurologici, cerca di capire se il giocatore possa aver ucciso il suo amante durante un vuoto di memoria, causato dalla perdita della memoria a breve termine conseguenza di alcuni infortuni sportivi subiti sul campo.
- Guest star: Bill Pullman (Kurt Moss), Robert John Burke (Tenente Ed Tucker), Bailey Chase (Lincoln Haver).

## Autorità
- Titolo originale: Authority
- Diretto da: David Platt
- Scritto da: Amanda Green e Neal Baer

### Trama
Merritt Rook è un uomo accusato di aver impersonato un ufficiale di polizia per telefono e di aver detto a un manager di fast food di aggredire sessualmente una dipendente, sotto lo pseudonimo "Milgram". Quando la squadra riesce a risalire all'uomo, un ingegnere elettronico abile in trucchi telefonici, questi fornisce diversi numeri di telefono di posti dove è stato durante il crimine. Le indagini fanno scoprire che Rook ha nel proprio appartamento un deviatore telefonico collegato con tutti i numeri forniti che fa saltare il suo alibi, l'uomo ha risposto con voci contraffatte. Nonostante tutte le prove Rock non è ritenuto colpevole dalla giuria, poiché Rook, abile nel manipolare le persone con i suoi discorsi, li convince della propria innocenza, assumendo la sua stessa difesa. Di conseguenza l'uomo diventa un crociato vocale che dice ad altre persone di sfidare le figure di autorità. La situazione si complica quando, accusato anche di omicidio, Rook rapisce Benson.
- Special Guest Star: Robin Williams (Merritt Rook).
- Guest star: Ka-Ling Cheung (Dottoressa Cheng), Monica Raymund (Trini Martinez).
- Nota: Lo pseudonimo di Rook, "Milgram", è un riferimento a Stanley Milgram, psicologo statunitense famoso per aver condotto una serie di esperimenti che contrapponevano l'obbedienza all'autorità contro i dettami della coscienza.
- Curiosità: Monica Raymund ha iniziato la sua carriera di attrice comparendo in questo episodio della serie, otterrà poi un ruolo da protagonista in una altra serie prodotta da Dick Wolf, a partire dal 2012, Chicago Fire.

## Commercio
- Titolo originale: Trade
- Diretto da: Peter Leto
- Scritto da: Jonathan Greene

### Trama
Un grande incendio divampa al primo piano di un palazzo in un appartamento, viene ritrovata una ragazza già defunta, inizialmente i vigili del fuoco pensano sia morta presumibilmente per le esalazioni da fumo, ma la dottoressa Warner, analizzato il corpo, dice che si tratta di un omicidio precedente. Il cadavere presenta vestiti strappati e mutandine calate, quindi si sospetta uno stupro. Un ricco commerciante di caffè di successo e suo figlio sono entrambi sospettati dell'omicidio della giovane donna, che era anche incinta al momento della morte, che si chiama Jenna Ludlow, quando le prove suggeriscono che la vittima fosse sessualmente coinvolta con entrambi gli uomini. Padre e figlio sono infatti spesso in competizione tra loro, anche in campo sentimentale, le indagini, però, fanno uscire fuori una dinamica ancora più complessa che coinvolge una quarta persona insospettabile.
- Guest star: Hisham Tawfiq (vigile del fuoco Vestry), P.J. Benjamin (vigile del fuoco Eddie Brincado), Stephen Collins (Pierson Bartlett), Matthew Davis (P.J. Bartlett), Clea Lewis (Heaven Moscowitz), Mike Doyle (tecnico forense Ryan O'Halloran), Peter Hermann (Trevor Langan), Patricia Kalember (giudice Karen Taten), Russ Salzberg (Dan), Michelle Borth (Avery Hemmings), Brandi Burkhardt (Vittima Jenna Ludlow).
- Curiosità: Hisham Tawfiq è davvero un vigile del fuoco, oltre che attore, ha realmente svolto per oltre venti anni l'attività presso il New York Fire Department, ed è apparso due volte nella serie, in questo e e nel nono episodio, "La paternità", di questa stagione.

## Il freddo
- Titolo originale: Cold
- Diretto da: David Platt
- Scritto da: Judith McCreary

### Trama
Il detective Lake è accusato di aver ucciso un agente di polizia e l'Unità vittime speciali scopre presto di aver indagato su un caso di stupro vecchio di 10 anni all'insaputa di tutti.
- Guest star: Mike Doyle (Detective Ryan O'Halloran), Joanna Merlin (Giudice Lena Petrovsky), Deirdre Lovejoy (Penelope Fielding).

- Nota: il titolo originale inglese "Cold" fa riferimento al tipico modo di dire Cold Case, per far riferimento ad una indagine di omicidio ancora irrisolta e riaperta dopo parecchio tempo. La traduzione italiana risulta quindi imprecisa, poiché in Italia questa tipologia di indagine si chiama "caso a pista fredda".